# Terrie Farley Moran
Pour les articles homonymes, voir Moran.
Terrie Farley Moran, est une femme de lettres américaine, auteure de roman policier.

## Biographie
En 2014, elle publie son premier roman, Well Read, Then Dead pour lequel est elle est lauréate du prix Agatha 2014 du meilleur premier roman. 

## Œuvre

### Romans

#### SérieRead Em and Eat
- Well Read, Then Dead (2014)
- Caught Read-Handed (2015)
- Read to Death (2016)

#### SérieJessica Fletcher
- Killing in a Koi Pond (2021)
- Debonair in Death (2021)
- Killer on the Court (2022)

#### SérieScrapbooking
Coécrit avec Laura Childs
- Parchment and Old Lace (2015)

## Prix et distinctions

### Prix
- Prix Agatha 2014 du meilleur premier roman pour Well Read, Then Dead[1]